# Сооме (Антсла)
Сооме (ест. Soome) — село в Естонії, входить до складу волості Антсла, повіту Вирумаа.